# Píros Potamós
Píros Potamós är ett vattendrag i Grekland. Det ligger i den centrala delen av landet, 190 km väster om huvudstaden Aten.